# Píďalkovití
Píďalkovití (Geometridae) jsou čeleď motýlů řádu Lepidoptera. V této čeledi bylo dosud popsáno kolem 26 000 druhů. Nejznámějším druhem je drsnokřídlec březový, který byl subjektem mnoha genetických výzkumů.

## Galerie

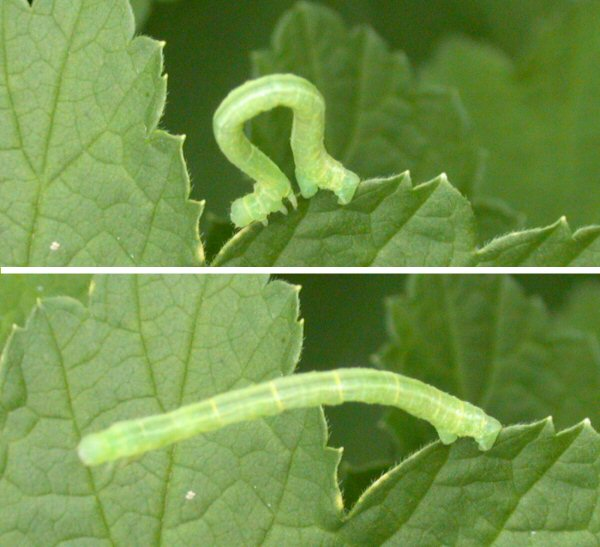
Pídalčí housenky
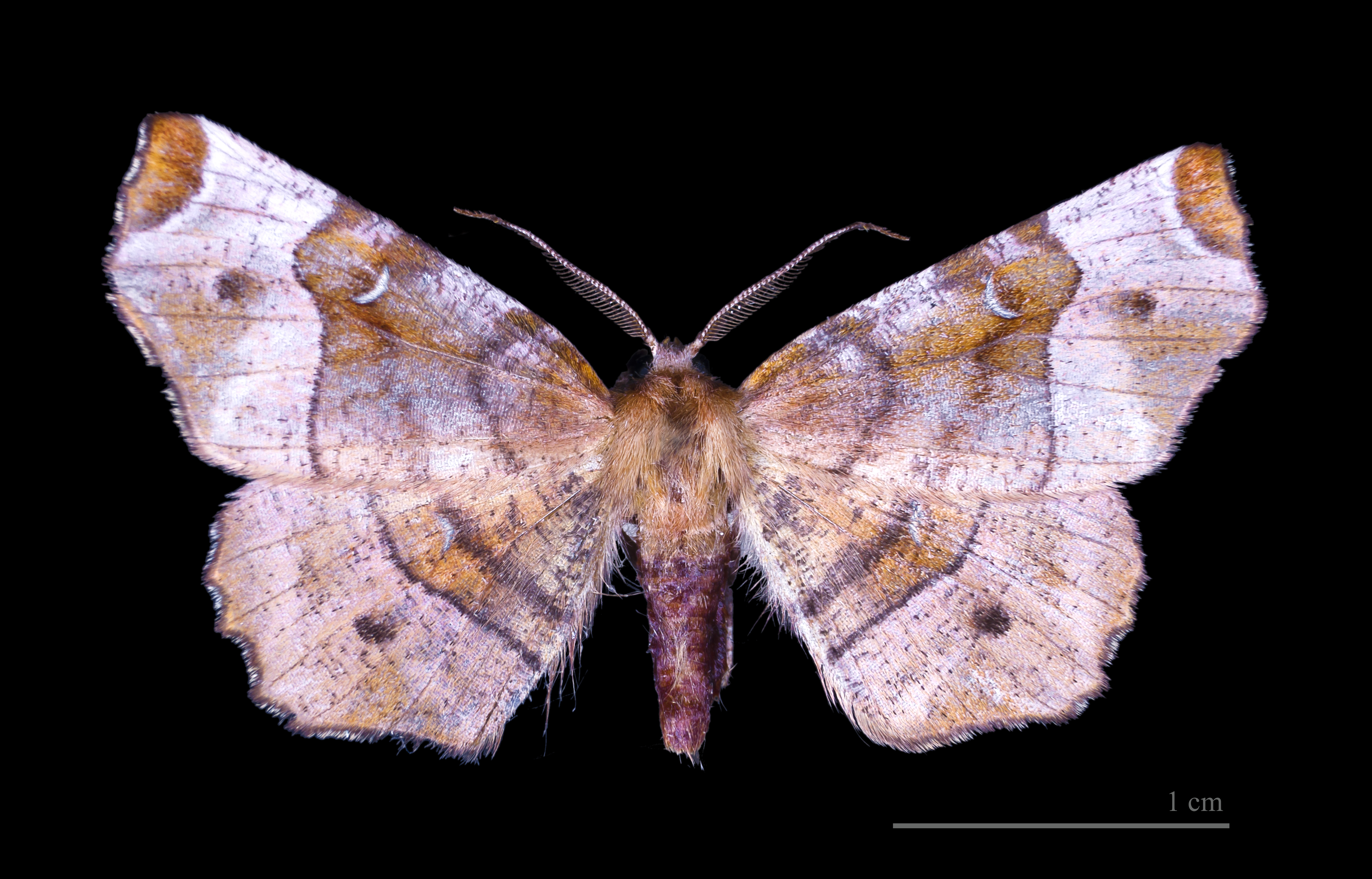
Selenia tetralunaria
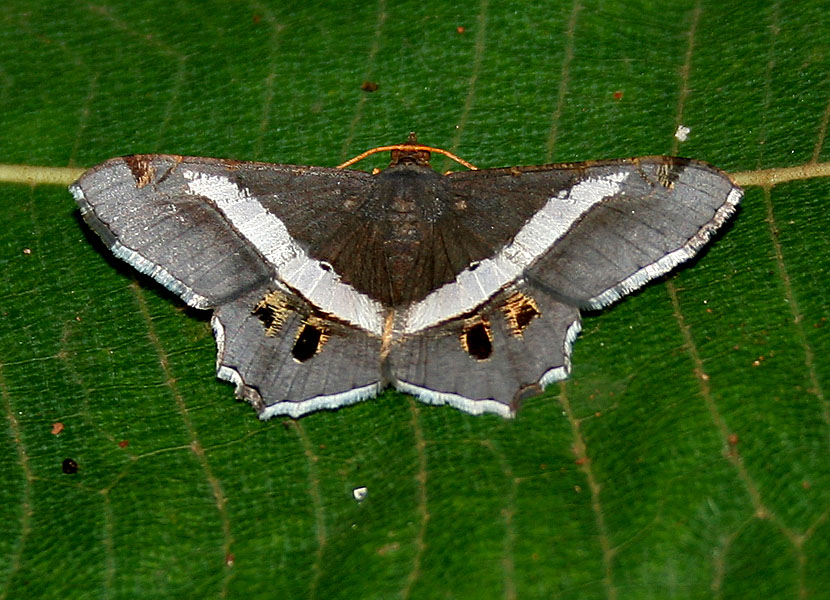
Chiasma sp.
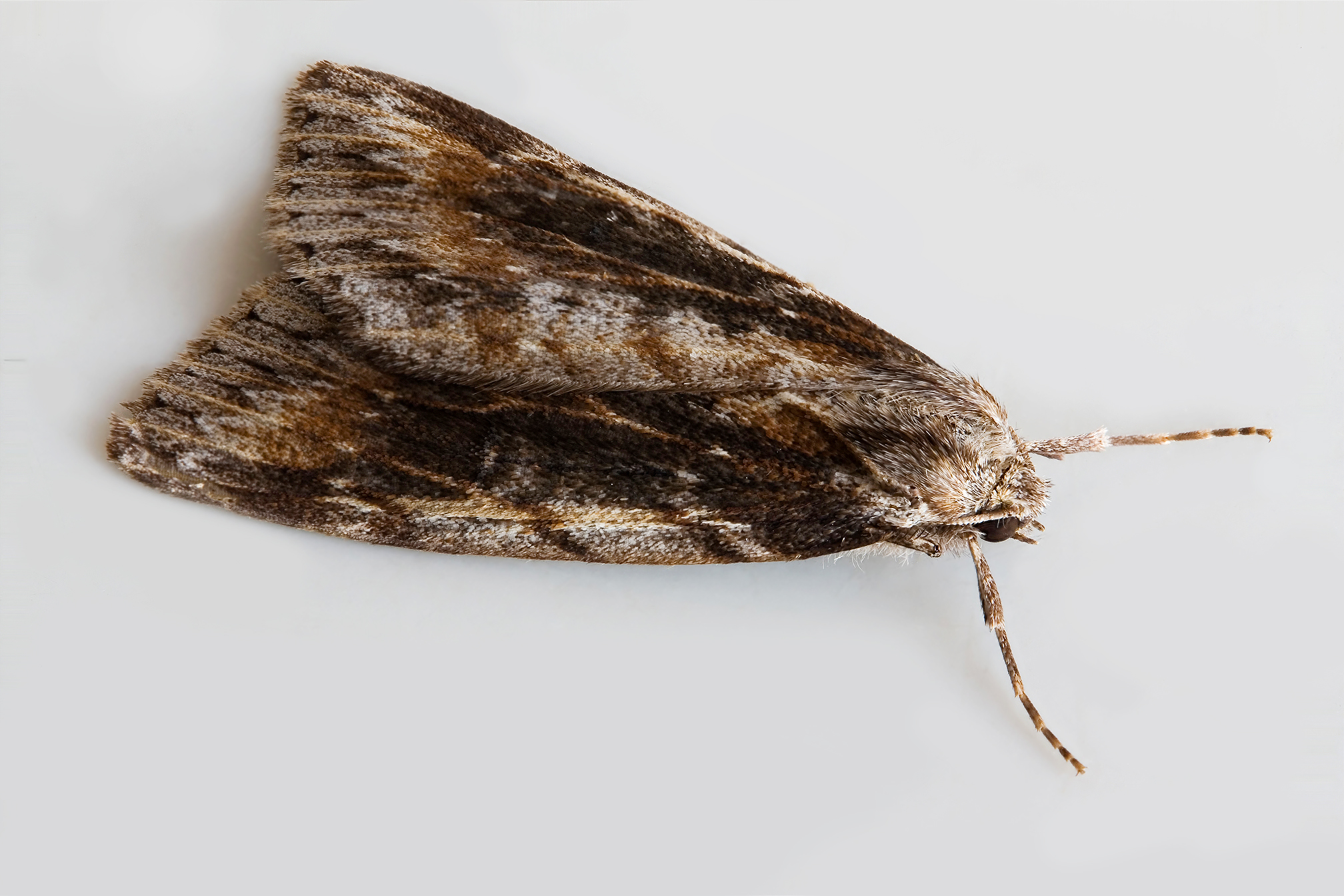
Chlenias sp.
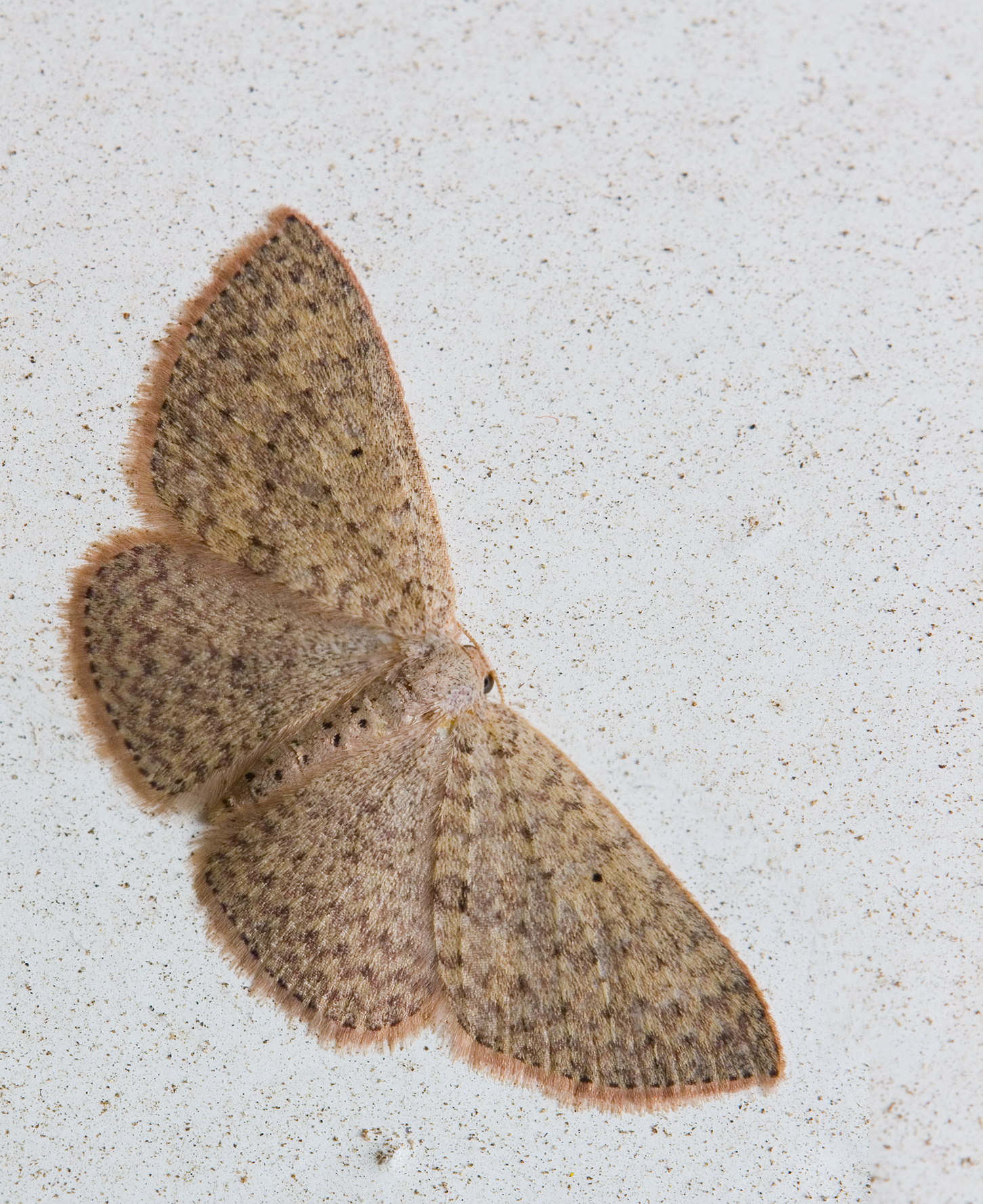
Scopula sp.